# Regent (North Dakota)
Regent is een plaats (city) in de Amerikaanse staat North Dakota, en valt bestuurlijk gezien onder Hettinger County.

## Demografie
Bij de volkstelling in 2000 werd het aantal inwoners vastgesteld op 211.
In 2006 is het aantal inwoners door het United States Census Bureau geschat op 184, een daling van 27 (-12,8%).

## Geografie
Volgens het United States Census Bureau beslaat de plaats een oppervlakte van
1,4 km², geheel bestaande uit land. Regent ligt op ongeveer 750 m boven zeeniveau.

## Plaatsen in de nabije omgeving
De onderstaande figuur toont nabijgelegen plaatsen in een straal van 48 km rond Regent.